# Pfarrkirche Grän
Koordinaten: 47° 30′ 7,9″ N, 10° 33′ 14″ O
Die Pfarrkirche Grän steht in der österreichischen Gemeinde Grän in Tirol. Die dem Patrozinium des heiligen Wendelin unterstellte Kirche gehört zum Dekanat Breitenwang in der Diözese Innsbruck. Die Kirche und der Friedhof stehen unter Denkmalschutz (Listeneintrag).

## Geschichte
Eine Expositur Zum Heiligen Wendelin als Kapelle  wurde erstmals im Jahr 1459 erwähnt und war bis ins 18. Jahrhundert eine Wallfahrtskirche. Die heutige Kirche wurde unter dem Gräner Bauleiter Michael Zobl im Jahr 1791 errichtet. Der Außenbereich der Kirche wurde 1976 renoviert, der Innenbereich 1989.

## Architektur und Ausstattung

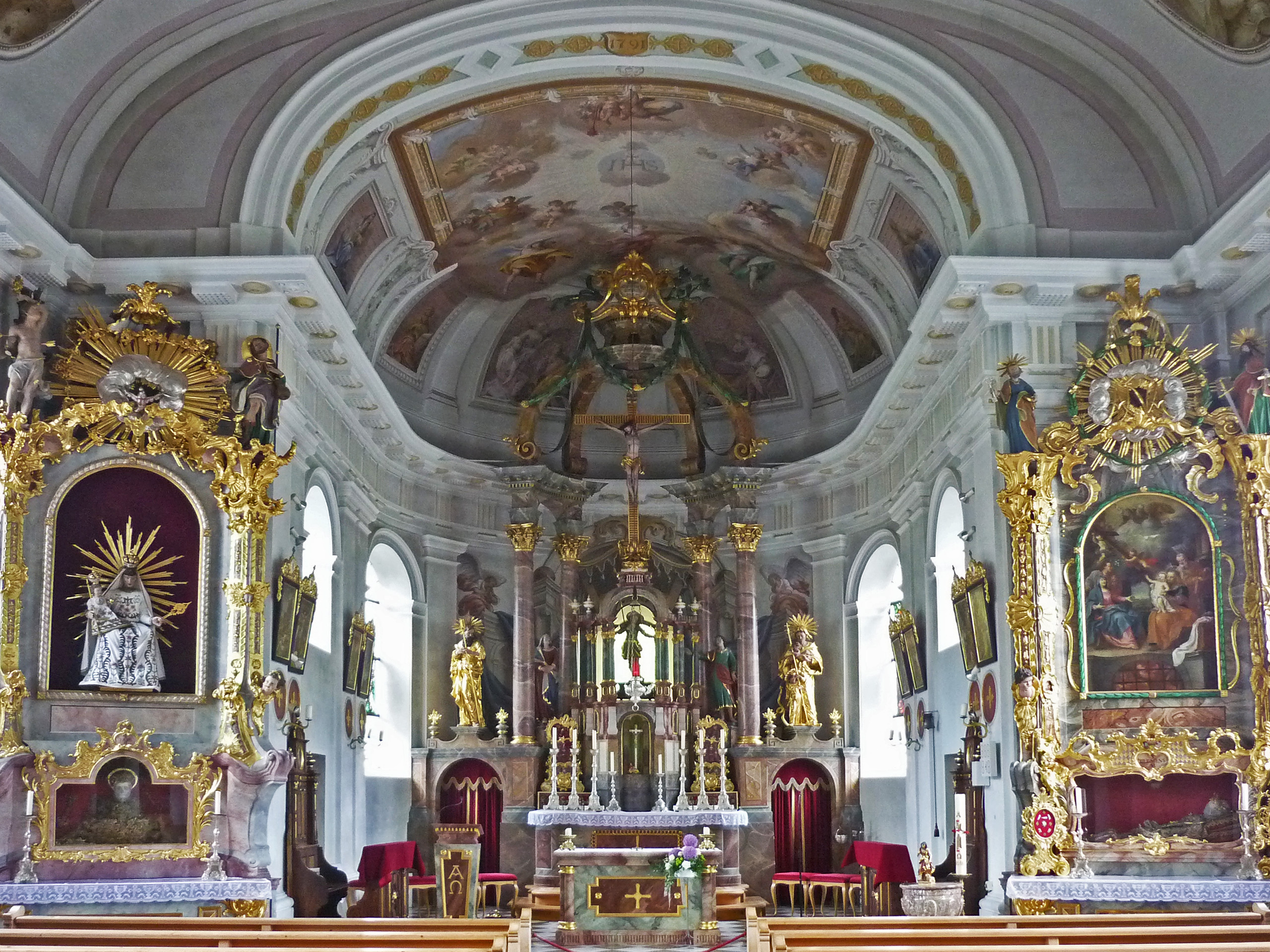
Innenansicht

Die Kirche ist mit Bildhauerarbeiten, Deckenfresken und reichen Stuckaturen ausgestattet. Die drei Altäre aus Stuckmarmor tragen Altarbilder, am Hochaltar befinden sich Plastiken.
Das Dach der Kirche sowie die Zwiebelhaube des Turms  sind mit Dachziegeln bedeckt.
Die beiden unteren Teile des Kirchturms sind viereckig, der obere ist achteckig. Auf der Spitze der Haube befindet sich ein dreifaches Kreuz mit Turmkugel. Die Turmuhr mit römischen Ziffern und vergoldeten Zeigern ist oberhalb der Schallfenster.
Die Orgel aus 1995 mit 14 Registern im historischen Gehäuse stammt von Christian Erler.

## Glocken
In der Glockenstube befinden sich vier Glocken mit der Stimmung auf g1, a1, h1, d2, die 1962 von Johann Grassmayr in Innsbruck  gegossen wurden. Die beiden großen Glocken verfügen über je einen Klöppelfänger.